# Oleorresina
La oleorresina son extractos semisólidos compuestos de una resina en solución en un aceite esencial o graso, obtenido por la evaporación del solvente(s) utilizado para su producción. Las oleorresinas naturales son conocidas como bálsamos.

## Propiedades
En contraste a los aceites esenciales obtenidos, por destilación por vapor, las oleorresinas abundan en compuestos más pesados, menos volátiles y lipofílicos, como las resinas, ceras, grasas y aceites grasos. Las «gomoleorresinas» u «oleogomorresinas» ocurren principalmente como bálsamos crudos, y también contienen polisacáridos solubles en agua.
Las oleorresinas son preparadas a partir de especias, como por ejemplo: albahaca, capsicum (pimentón), cardamomo, semillas de apio, corteza canela, clavo de olor, fenogreco, bálsamo de abeto, jengibre, pomarrosa, ládano, macis, mayorana, nuez moscada, perejil, pimienta (blanca/negra), pimenta dioica, romero, salvia, ajedrea (de verano/invierno), tomillo, cúrcuma, vainilla y hierbas de la costa occidental de la India. Los solventes utilizados no son acuosos y pueden tener enlaces polares (alcoholes) o apolares (hidrocarburos, dióxido de carbono).
Las oleorresinas son similares concretos utilizados en perfumería, obtenidos especialmente de flores, y también son similares a los resinoides, también utilizados en perfumería, los cuales son preparados de las secreciones animales.

## Uso
La mayoría de las oleorresinas son utilizadas como sabores para los perfumes, algunos son utilizados medicinalmente (ej. aceite de hachís, aerosol de pimienta)